# The Big Short (phim)
The Big Short là một phim hài kịch tiểu sử Mỹ năm 2015 được Adam McKay đạo diễn và đồng biên kịch. Phim được dựa trên cuốn sách năm 2010 có cùng tên của Michael Lewis về cuộc khủng hoảng tài chính 2007-2008, được kích hoạt bởi sự tích tụ của thị trường nhà ở và bong bóng tín dụng. Những ngôi sao tham gia phim này gồm có Christian Bale, Steve Carell, Ryan Gosling, và Brad Pitt.
Được phân phối bởi Paramount Pictures, bộ phim bắt đầu phát hành hạn chế tại Mỹ vào ngày 11 tháng 12 năm 2015, tiếp theo một đợt phát hành rộng rãi vào ngày 23 tháng 12 năm 2015. Bộ phim được đề cử cho năm giải Oscar, bao gồm phim hay nhất, đạo diễn xuất sắc nhất, nam diễn viên phụ cho Bale, và kịch bản chuyển thể xuất sắc nhất, đã giành chiến thắng Giải Oscar cho kịch bản chuyển thể xuất sắc nhất.